# RFC Seraing
El R.F.C. Seraing fue un equipo de fútbol belga de Seraing, en la provincia de Lieja. Tenía el número de matrícula 17 y sus colores eran el rojo y negro. Participó alguna vez en la Primera División de Bélgica, la liga de fútbol más importante del país. El club desapareció en 1996.

## Historia
Fue fundado en el año 1904 con el nombre F.C. Sérésien y se unió a la Real Asociación de Fútbol en 1906. En su 25 aniversario, el club recibió el título real y se convirtió en Royal FC Sérésien. En 1924 el club ascendió a Segunda División y en 1930 absorbió al FC Beaujéjour. El club subió y bajó entre Segunda y Tercera División varias veces durante las siguientes décadas. En la década de los 70, el equipo descendió varias veces a la Promoción (Cuarta División), concretamente en 1973/74 y 1974/75 y unos años más tarde en 1978/79. Sin embargo, el club protagonizó unos buenos años a principios de la década de los 80. En 1979 fue campeón de Cuarta, a la siguiente temporada se proclamó campeón de Tercera, por lo que el club pudo competir en Segunda División en la temporada 1980/81. En 1982, el equipo quedó campeón en su segunda temporada en Segunda, y ascendió a Primera División por primera vez en 1982. El club permaneció allí hasta que volvió a descender a Segunda en 1987, y en 1990 incluso volvió a bajar a Tercera durante una temporada. Pero nuevamente Sérésien pudo ascender rápidamente, y en 1993 volvieron a ser campeones de Segunda y volvieron a la élite. En esa nueva temporada en Primera, Sérésien logró un espectacular tercer puesto y logró acceder a la Copa de la UEFA 1994/95, donde fue eliminado en primera ronda por el FC Dinamo Moscú de Rusia (4-4, eliminado por goles en campo contrario).
El nombre del club se convirtió en RFC Seraing en 1994. La  segunda aventura en Primera División duró tres temporadas.  
Debido a graves problemas económicos el club desapareció al final de la temporada 1995/96, para fusionarse con sus vecinos del Standard de Lieja, aunque apareció un equipo llamado Seraing RUL, que cambió su nombre por el de R.F.C. Seraing, con matrícula nº 167 y juega en el mismo estadio y milita en la Segunda División de Bélgica.

## Resultados
| Temporada | Nivel | Nivel | Nivel | Nivel | División                               | Puntos                                 | Observaciones                            |                                        |
|           | I     | II    | III   |       |                                        |                                        |                                          |                                        |
| --------- | ----- | ----- | ----- | ----- | -------------------------------------- | -------------------------------------- | ---------------------------------------- | -------------------------------------- |
| 1924/25   |       |       | 8     |       | Tercera A                              | 24                                     |                                          |                                        |
| 1925/26   |       |       | 11    |       | Tercera A                              | 23                                     |                                          |                                        |
| 1926/27   |       |       | 9     |       | Tercera C                              | 24                                     |                                          |                                        |
| 1927/28   |       |       | 9     |       | Tercera B                              | 25                                     |                                          |                                        |
| 1928/29   |       |       | 9     |       | Tercera C                              | 25                                     |                                          |                                        |
| 1929/30   |       |       | 6     |       | Tercera B                              | 30                                     |                                          |                                        |
| 1930/31   |       |       | 2     |       | Tercera C                              | 35                                     |                                          |                                        |
| 1931/32   |       | 5     |       |       | Segunda B                              | 28                                     |                                          |                                        |
| 1932/33   |       | 4     |       |       | Segunda B                              | 29                                     |                                          |                                        |
| 1933/34   |       | 7     |       |       | Segunda B                              | 29                                     |                                          |                                        |
| 1934/35   |       | 6     |       |       | Segunda B                              | 27                                     |                                          |                                        |
| 1935/36   |       | 10    |       |       | Segunda A                              | 22                                     |                                          |                                        |
| 1936/37   |       | 11    |       |       | Segunda A                              | 23                                     |                                          |                                        |
| 1937/38   |       | 8     |       |       | Segunda A                              | 26                                     |                                          |                                        |
| 1938/39   |       | 12    |       |       | Segunda B                              | 20                                     |                                          |                                        |
| 1939/40   |       |       |       |       |                                        |                                        | sin competición por la II Guerra Mundial |                                        |
| 1940/41   |       |       |       |       |                                        |                                        | sin competición por la II Guerra Mundial |                                        |
| 1941/42   |       | 14    |       |       | Segunda A                              | 14                                     |                                          |                                        |
| 1942/43   |       | 14    |       |       | Segunda A                              | 19                                     |                                          |                                        |
| 1943/44   |       | 7     |       |       | Segunda B                              | 31                                     |                                          |                                        |
| 1944/45   |       |       |       |       |                                        |                                        | sin competición por la II Guerra Mundial |                                        |
| 1945/46   |       | 15    |       |       | Segunda B                              | 26                                     |                                          |                                        |
| 1946/47   |       | 8     |       |       | Segunda A                              | 34                                     |                                          |                                        |
| 1947/48   |       | 10    |       |       | Segunda B                              | 26                                     |                                          |                                        |
| 1948/49   |       | 7     |       |       | Segunda A                              | 31                                     |                                          |                                        |
| 1949/50   |       | 9     |       |       | Segunda B                              | 29                                     |                                          |                                        |
| 1950/51   |       | 14    |       |       | Segunda A                              | 20                                     |                                          |                                        |
| 1951/52   |       | 14    |       |       | Segunda B                              | 23                                     |                                          |                                        |
|           | I     | II    | III   | IV    | desde 1952/53 hay 4 niveles nacionales | desde 1952/53 hay 4 niveles nacionales | desde 1952/53 hay 4 niveles nacionales   | desde 1952/53 hay 4 niveles nacionales |
| 1952/53   |       |       | 5     |       | Tercera A                              | 31                                     |                                          |                                        |
| 1953/54   |       |       | 4     |       | Tercera B                              | 36                                     |                                          |                                        |
| 1954/55   |       |       | 4     |       | Tercera A                              | 36                                     |                                          |                                        |
| 1955/56   |       |       | 11    |       | Tercera B                              | 27                                     |                                          |                                        |
| 1956/57   |       |       | 6     |       | Tercera A                              | 32                                     |                                          |                                        |
| 1957/58   |       |       | 1     |       | Tercera B                              | 43                                     |                                          |                                        |
| 1958/59   |       | 14    |       |       | Segunda                                | 20                                     |                                          |                                        |
| 1959/60   |       | 16    |       |       | Segunda                                | 17                                     |                                          |                                        |
| 1960/61   |       |       | 8     |       | Tercera B                              | 29                                     |                                          |                                        |
| 1961/62   |       |       | 2     |       | Tercera B                              | 39                                     |                                          |                                        |
| 1962/63   |       |       | 6     |       | Tercera B                              | 36                                     |                                          |                                        |
| 1963/64   |       |       | 2     |       | Tercera A                              | 45                                     |                                          |                                        |
| 1964/65   |       |       | 1     |       | Tercera B                              | 40                                     |                                          |                                        |
| 1965/66   |       | 5     |       |       | Segunda                                | 36                                     |                                          |                                        |
| 1966/67   |       | 5     |       |       | Segunda                                | 34                                     |                                          |                                        |
| 1967/68   |       | 12    |       |       | Segunda                                | 26                                     |                                          |                                        |
| 1968/69   |       | 16    |       |       | Segunda                                | 17                                     |                                          |                                        |
| 1969/70   |       |       | 3     |       | Tercera B                              | 37                                     |                                          |                                        |
| 1970/71   |       |       | 13    |       | Tercera A                              | 25                                     |                                          |                                        |
| 1971/72   |       |       | 10    |       | Tercera B                              | 26                                     |                                          |                                        |
| 1972/73   |       |       | 15    |       | Tercera A                              | 17                                     |                                          |                                        |
| 1973/74   |       |       |       | 4     | Cuarta B                               | 35                                     |                                          |                                        |
| 1974/75   |       |       |       | 1     | Cuarta C                               | 46                                     |                                          |                                        |
| 1975/76   |       |       | 6     |       | Tercera B                              | 35                                     |                                          |                                        |
| 1976/77   |       |       | 3     |       | Tercera B                              | 37                                     |                                          |                                        |
| 1977/78   |       |       | 15    |       | Tercera A                              | 24                                     |                                          |                                        |
| 1978/79   |       |       |       | 1     | Cuarta A                               | 49                                     |                                          |                                        |
| 1979/80   |       |       | 1     |       | Tercera B                              | 49                                     |                                          |                                        |
| 1980/81   |       | 2     |       |       | Segunda                                | 40                                     |                                          |                                        |
| 1981/82   |       | 1     |       |       | Segunda                                | 44                                     |                                          |                                        |
| 1982/83   | 13    |       |       |       | Primera                                | 28                                     |                                          |                                        |
| 1983/84   | 5     |       |       |       | Primera                                | 38                                     |                                          |                                        |
| 1984/85   | 14    |       |       |       | Primera                                | 26                                     |                                          |                                        |
| 1985/86   | 16    |       |       |       | Primera                                | 25                                     |                                          |                                        |
| 1986/87   | 17    |       |       |       | Primera                                | 20                                     |                                          |                                        |
| 1987/88   |       | 12    |       |       | Segunda                                | 27                                     |                                          |                                        |
| 1988/89   |       | 2     |       |       | Segunda                                | 41                                     |                                          |                                        |
| 1989/90   |       | 15    |       |       | Segunda                                | 21                                     |                                          |                                        |
| 1990/91   |       |       | 1     |       | Tercera B                              | 42                                     |                                          |                                        |
| 1991/92   |       | 3     |       |       | Segunda                                | 39                                     |                                          |                                        |
| 1992/93   |       | 1     |       |       | Segunda                                | 46                                     |                                          |                                        |
| 1993/94   | 3     |       |       |       | Primera                                | 43                                     |                                          |                                        |
| 1994/95   | 9     |       |       |       | Primera                                | 34                                     |                                          |                                        |
| 1995/96   | 16    |       |       |       | Primera                                | 29                                     |                                          |                                        |

## Participación en competiciones de la UEFA
| Temporada | Torneo   | Ronda | Club            | Casa | Visita | Global  |
| --------- | -------- | ----- | --------------- | ---- | ------ | ------- |
| 1994/95   | UEFA Cup | 1R    | FC Dinamo Moscú | 3-4  | 1-0    | 4-4 (v) |

## Jugadores

### Jugadores destacados
| - Jens Jørn Bertelsen - Jules Bocande - Manuel Arteaga - Nico Claesen - Guy Dardenne - Olivier Doll - Eugène Kabongo - Roger Lukaku - Dany Ngombo - Ján Kozák - Juan Carlos Oblitas | - Lars Olsen - Percy Rojas - Ranko Stojic - Igor Vrablic - Wamberto - Jean-Claude Pagal |

## Entrenadores
- 1978-1982: Yves Baré
- 1983-1984: Georges Heylens
- 1984-1986: René Taelman
- 1986-1987: Léon Semmeling
- 1987-1990: Robert Xhaard
- 1990-1991: Dominique D'Onofrio
- 1991-1992: Ángel Bargas
- 1992-1995: Georges Heylens
- 1995-1996: Jean Thissen y Manu Ferrera